# Kamferbasilika
Kamferbasilika  (Ocimum americanum) L.     är en kransblommig växt.

## Beskrivning
Kamferbasilika tillhör basilikasläktet, som ingår i familjen kransblommiga växter. 
Inga underarter finns listade i Catalogue of Life.
Hybrid Ocimum × africanum.

## Bilder

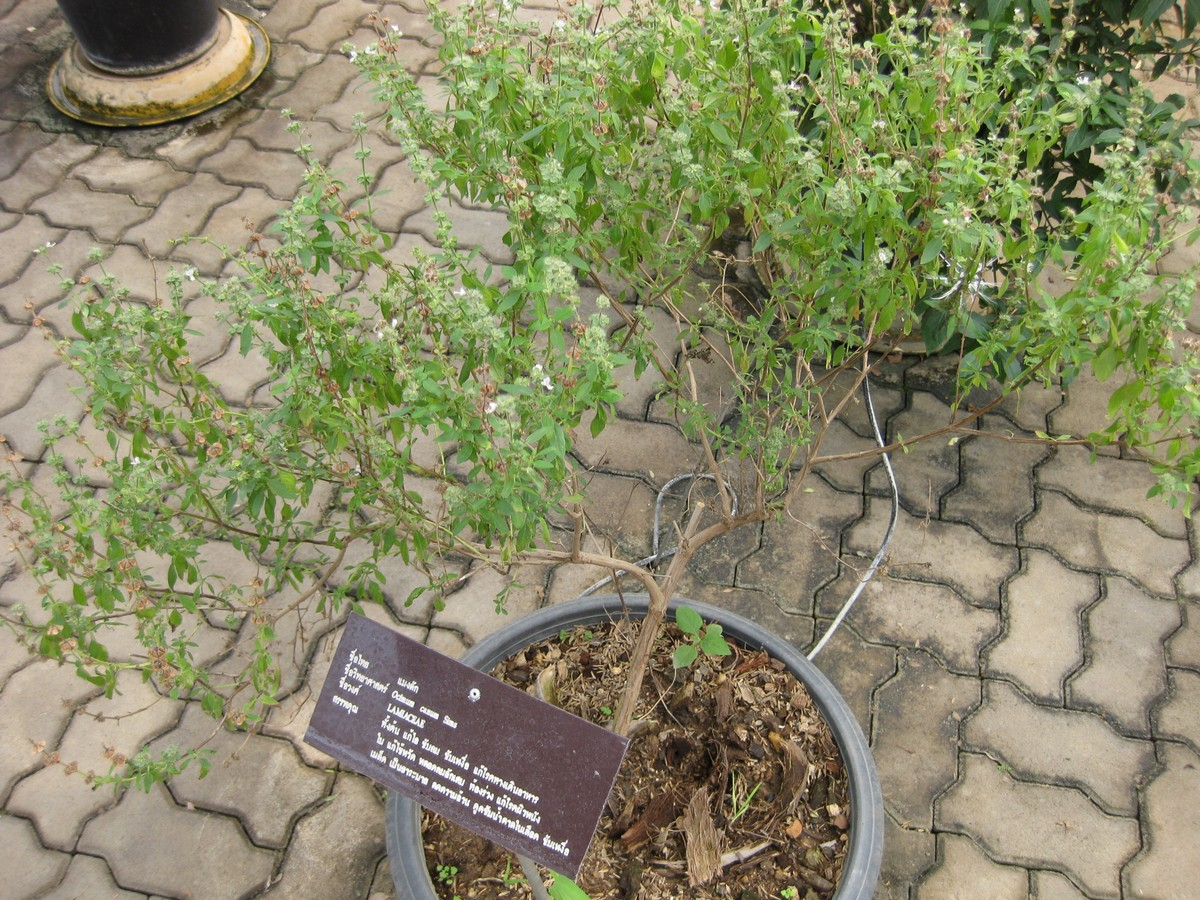
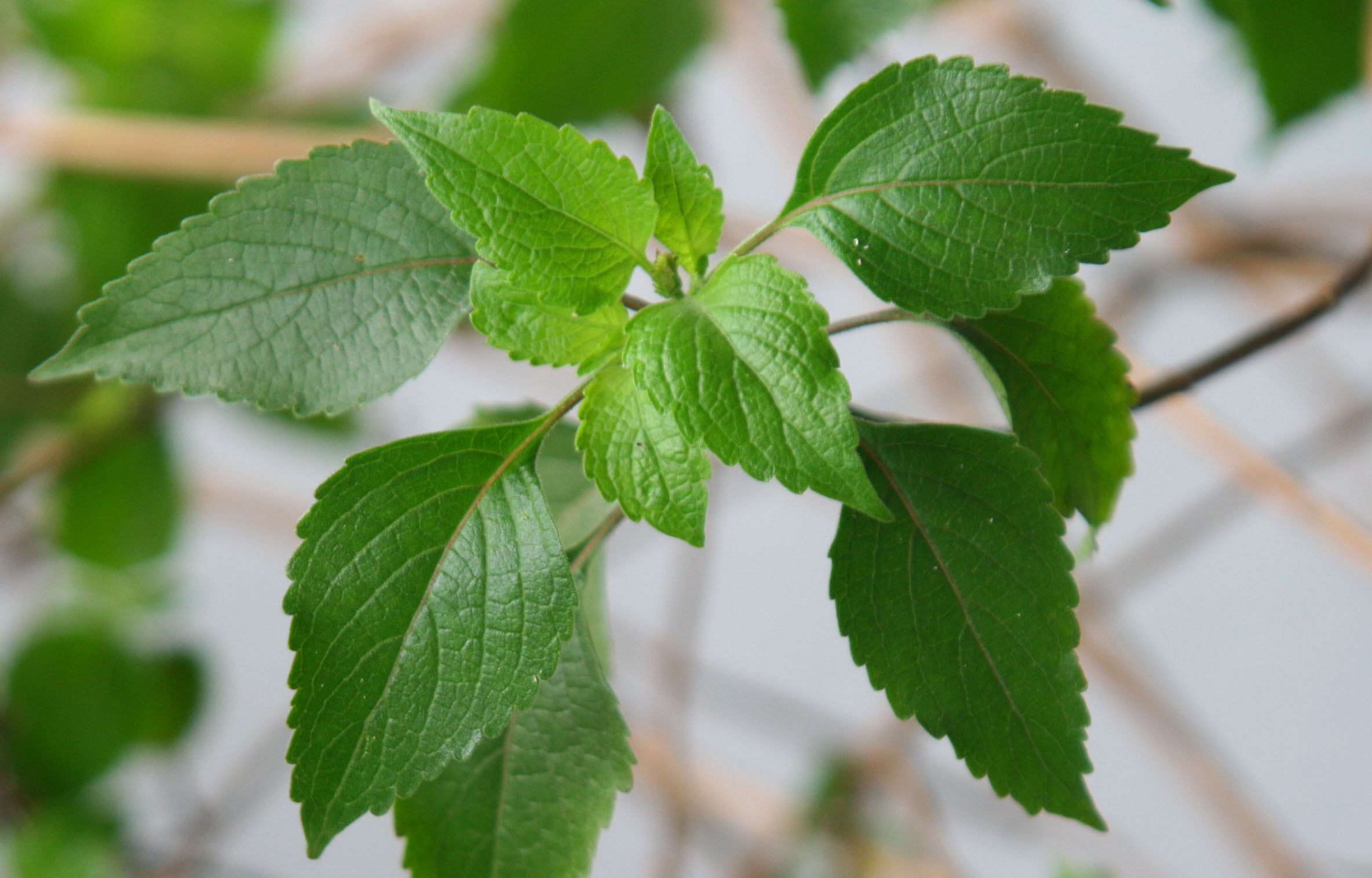
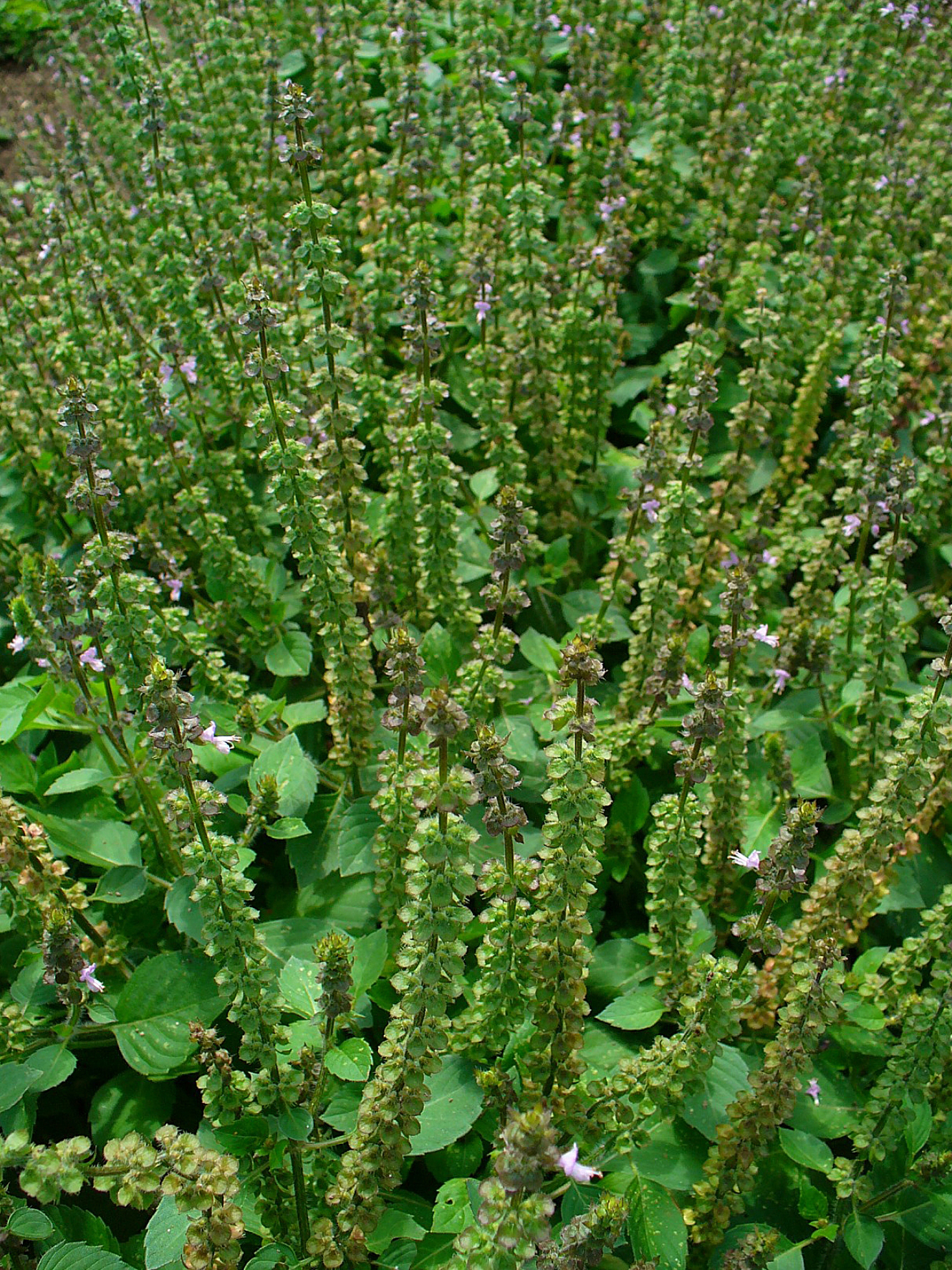
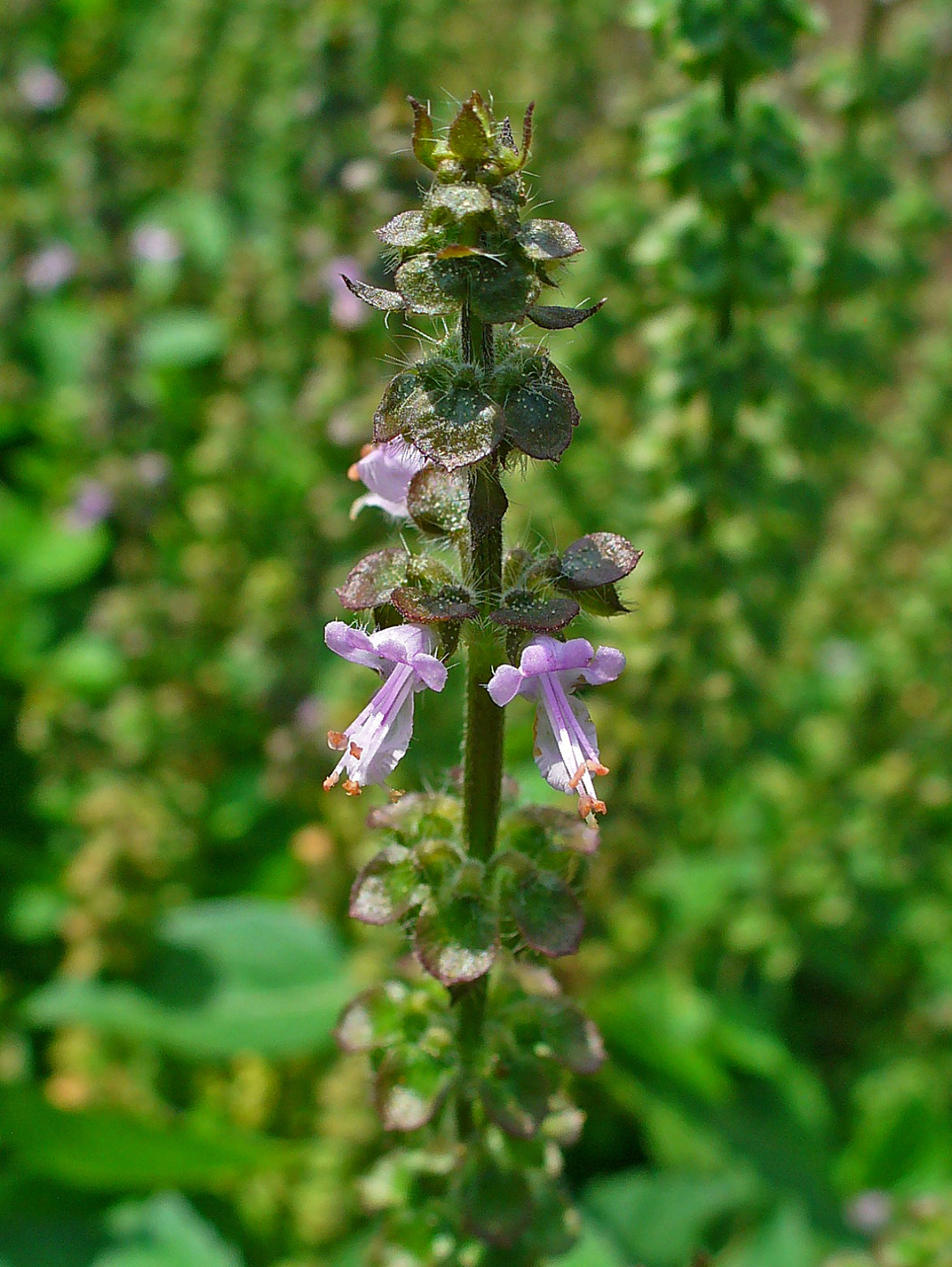
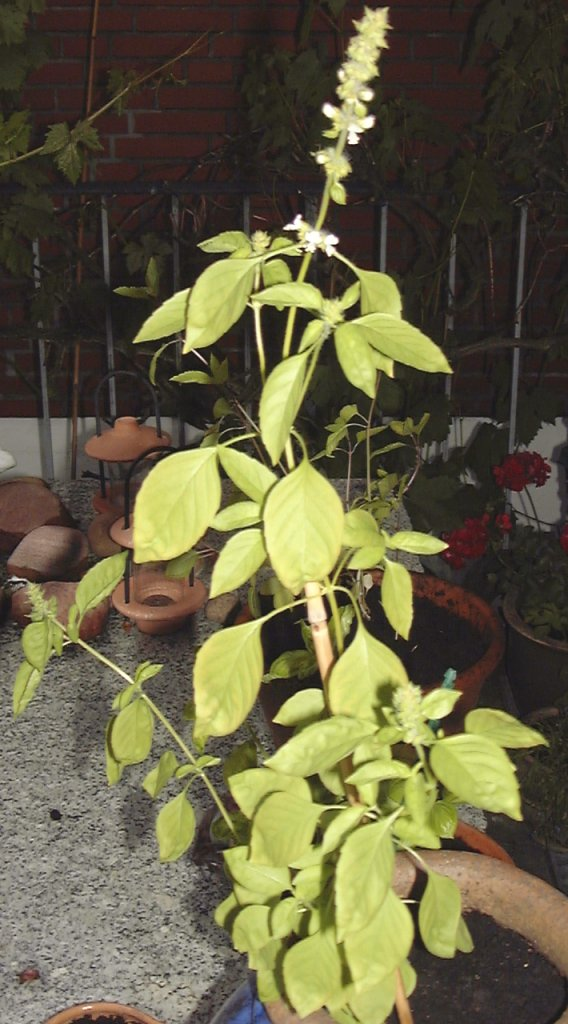
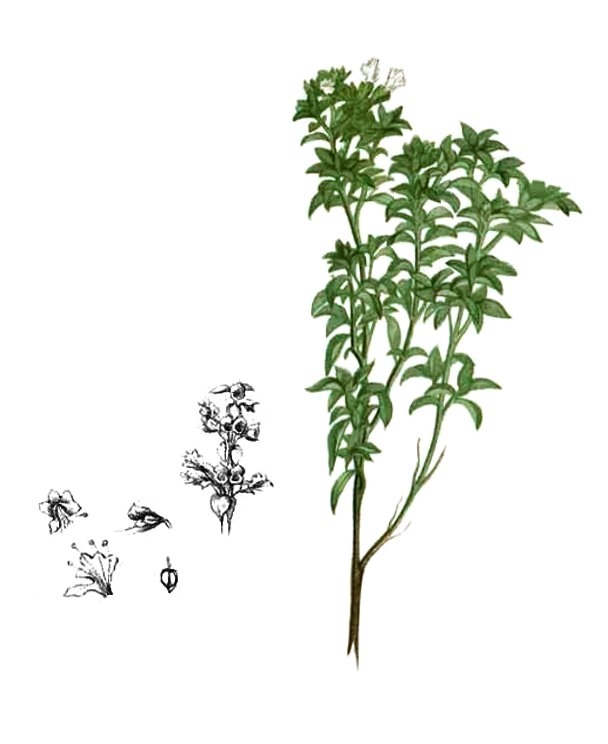